# Mémorial des animaux de guerre

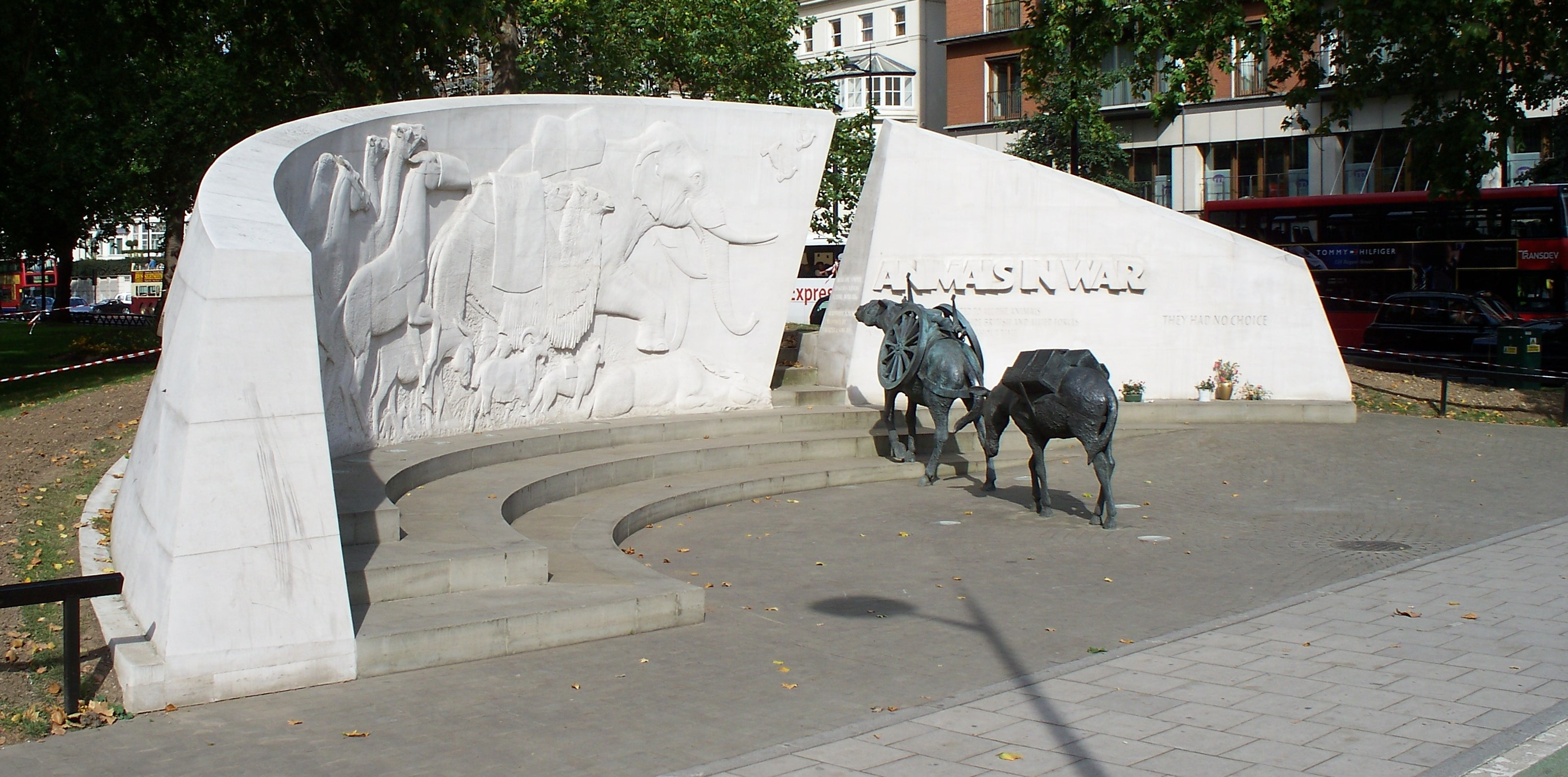
Mémorial des animaux de guerre.

Le Mémorial des animaux de guerre (anglais : Animals in War Memorial) est un mémorial situé à Londres, sur Park Lane, édifié pour rendre hommage à tous les animaux qui ont servi et sont morts sous le commandement britannique au cours de l'Histoire.
Conçu par le sculpteur anglais David Backhouse, il a été inauguré le 24 novembre 2004 par la princesse royale Anne du Royaume-Uni.
Il y est inscrit « Les animaux dans la guerre. Ce monument est dédié à tous les animaux qui ont servi et sont morts aux côtés des forces britanniques et alliées dans les guerres et campagnes de tous les temps. Ils n'avaient pas le choix. ».